# カスケード (ジャグリング)
カスケードは、トスジャグリングの技の一つ。奇数個の道具を扱う。

カスケードのイメージ(3balls)

奇数個のボールの最も基本的な投げ方。右手は常に左手に、左手は常に右手に交互に投げる。すべてのボールが同一の左右対称な8の字型の軌道を描くパターンである。また、基本的にボールは体の外側でキャッチして、内側で投げる。 ボール以外でも同様である。
操る道具の数と名前を頭につけて、5クラブカスケード、7ボールカスケードなどと呼ぶことがある。